# Encentrum insolitum
Encentrum insolitum är en hjuldjursart som beskrevs av Myers 1936. Encentrum insolitum ingår i släktet Encentrum och familjen Dicranophoridae. Inga underarter finns listade i Catalogue of Life.